# Ndélé
Ndélé är en prefekturhuvudort i Centralafrikanska republiken.   Den ligger i prefekturen Bamingui-Bangoran, i den centrala delen av landet, 500 km nordost om huvudstaden Bangui. Ndélé ligger 514 meter över havet och antalet invånare är 11 764.
Terrängen runt Ndélé är lite kuperad. Trakten runt Ndélé är nära nog obefolkad, med mindre än två invånare per kvadratkilometer.. Det finns inga andra samhällen i närheten.
Omgivningarna runt Ndélé är huvudsakligen savann.